# Região dos Lagos Willandra
A Região de lagos de Willandra é um conjunto de lagos na Nova Gales do Sul, Austrália. A região cobre 240.000 hectares. Apenas uma pequena parte dessa região é protegida pelo Parque Nacional Mungo. Foi declarada Património Mundial da Unesco em 1981.
Podem ser achados nesta região, restos fósseis de uma série de lagos e formações de areia que datam da época Pleistocenica, junto com evidências arqueológicas de ocupação humana que datam de 40.000 anos atrás. Também foram achados vários fósseis bem conservados de marsupiais gigantescos.

## Ligações Externas
- (em inglês) Unesco - Região de lagos de Willandra
- (em inglês) Governo Australiano - Departamento do Ambiente, Água, Património e Artes - Região dos Lagos de Willandra